# Secret Superstar
Pour plus de détails, voir Fiche technique et Distribution.
Secret Superstar (सीक्रेट सुपरस्टार) est une comédie musicale indienne écrite et réalisée par Advait Chandan, et produite par Aamir Khan et Kiran Rao,,,. L'histoire du film met en scène le récit initiatique d'une adolescente rêvant de devenir chanteuse et sa relation avec sa mère. Le film aborde des thèmes tels que le féminisme, l'égalité des sexes, et la violence familiale,. Bien que parlant d'une aspirante chanteuse et disposant d'éléments musicaux, le film ne comprend aucune séquence de danse, typique de Bollywood.

## Fiche technique
- Titre original : सीक्रेट सुपरस्टार
- Titre français : Secret Superstar
- Réalisation : Advait Chandan
- Production: Kiran Rao
- Scénario : Advait Chandan
- Costumes : Priyanjali Lahiri
- Photographie : Anil Mehta
- Montage : Hemanti Sarkar
- Musique : Amit Trivedi
- Pays d'origine : Inde
- Format : Couleurs - 35 mm - 2,35:1 - Dolby Digital
- Genre : drame, musical
- Durée : 150 minutes
- Date de sortie :
  -  Inde : 18 octobre 2017

## Distribution
- Zaira Wasim : Insia
- Meher Vij : Najma
- Raj Arjun : Farookh
- Tirth Sharma : Chintan
- Sajid Kabir : Guddu
- Farrukh Jaffar : Badi Apa
- Aamir Khan : Shakti Kumar
- Manuj Sharma : Ranjeet
- Nikita Anand : Sheetal Mam
- Shaan : lui-même
- Monali Thakur : elle-même
- Mona Ambegaonkar : Sheena Sabhawala

## Sortie

### Accueil critique
Le film est acclamé par la critique. Wasim remporte le National Child Award for Exceptional Achievement (en). Secret Superstar est nommé dans dix catégories à la 63e cérémonie des Filmfare Awards, notamment dans celle de meilleur film, meilleur réalisateur, pour Chandan, meilleure actrice pour Wasim, et meilleur acteur secondaire pour Khan. Il remporte trois trophées, dont celui de meilleure actrice (selon la critique) pour Wasim, de meilleure actrice secondaire pour Vij, et de meilleure chanteuse en playback pour Meghna Mishra.

### Box-office
Secret Superstar connaît un succès commercial, devenant l'un des films les plus lucratif de tous les temps en raison de son faible budget. Après sa sortie en Chine, il devient le 3e plus grand succès de Bollywood dans le monde et le plus grand succès à l'étranger d'un film indien en 2017, avant de devenir le 4e plus grand succès du box-office en Inde de tous les temps et le 2e plus grand succès d'un film indien à l'étranger. Son premier week-end d'exploitation en Chine est également le plus lucratif week-end sur un même territorie pour un film de Bollywood de 2017, devenant le film le plus rentable du week-end sur un marché international unique et le deuxième film le plus rentable au box-office mondial. Il devient également le deuxième film étranger non-anglophone le plus rentable en Chine (après Dangal) et le troisième film étranger non-anglophone ayant le plus rapporté sur tous les marchés, ainsi que le film étranger ayant le mieux marché en Chine en 2018 jusqu'à maintenant.